# Masourien

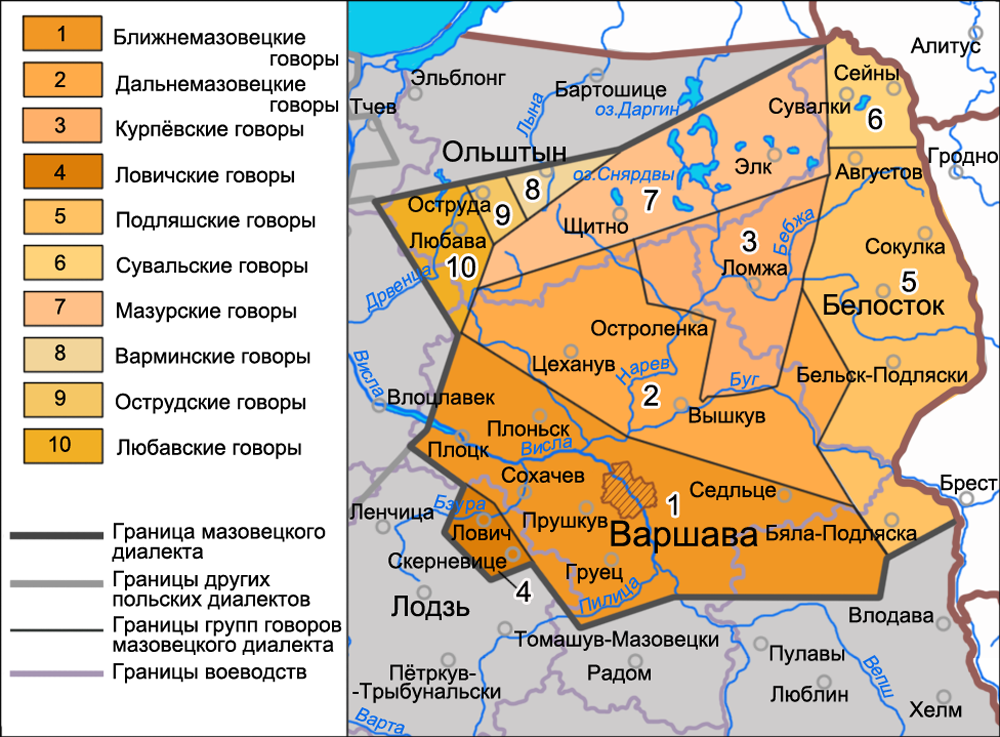
Carte de présence du masourien, au nord est de la Pologne

Le masourien ou  mazurská gádka/mazurská gádkia (en polonais : Gwara mazurska, en allemand : Masurisch), est un ethnolecte polonais. Encore pratiqué, il en subsiste des lieds, des poésies et des chansons. Il est parlé en Mazurie et dans une moindre mesure en Mazovie.